# Melpomene firma
Melpomene firma är en stensöteväxtart som först beskrevs av John Smith, och fick sitt nu gällande namn av Alan Reid Smith och R. C. Moran. Melpomene firma ingår i släktet Melpomene och familjen Polypodiaceae. Inga underarter finns listade.